# Behramlı, Doğanyol
Behramlı là một xã thuộc huyện Doğanyol, tỉnh Malatya, Thổ Nhĩ Kỳ. Dân số thời điểm năm 2011 là 37 người.